# Katja Mair
Katja Mair (*  5. Oktober 1968 in Uznach) ist eine Schweizer Jazzmusikerin (Gesang, Piano, Komposition) und Chorleiterin.

## Leben und Wirken
Mair erhielt seit der Mittelschule klassischen Klavierunterricht. Nach der Matura an der Kantonsschule Wattwil (1987) studierte sie zunächst ein Semester Musikwissenschaft an der Universität Zürich, um sich dann bis 1993 am Rhythmikseminar (Konservatorium Zürich) ausbilden zu lassen, wo sie sich intensiv mit Tanz beschäftigte. Zwischen 1991 und 1996 wirkte sie als Rhythmik- und Musikgrundschullehrerin, aber auch als Klavierlehrerin an den Jugendmusikschulen Rapperswil-Jona, Zollikon und Zürcher Oberland. Von 1996 bis 2000 absolvierte sie ein Studium Jazzgesang (in den Nebenfächern Jazzpiano und Schlagzeug) an der Hochschule Luzern bei Lauren Newton sowie Norma Winstone, Bruno Amstad, Marianne Racine und Ellen Christi.
Mair sang ab 1992 a cappella im Quintett Dweelja Doopap und in den daraus 2000 entstandenen Urban Voices sowie in diversen Bigbands. Daneben wirkte sie in der Jazzrock-Band Kaama mit Christy Doran und Marc Halbheer sowie weiteren Musikern, mit der zwischen 2003 und 2013 drei Alben entstanden, für die sie auch komponierte. Daneben trat dann ihr Katja Mair Trio, das 2009 sein Debütalbum vorlegte. Daraus entstand das ebenfalls dem Mainstream Jazz verhaftete Katja Mair Quintet. Weiterhin spielte sie mit Slowly We Bleed Hard Dub und mit Second Land Ambient Jazz. Von 2012 bis 2016 leitete sie den Frauenchor Hombrechtikon.
Seit 2001 unterrichtet Mair, die auch Mutter zweier Kinder ist, zudem als Dozentin an der Hochschule Luzern Gesang, Theorie und (bis 2010) Gehörbildung sowie als Dozentin Workshop und Bühnenpräsenz. Von 2002 bis 2010 leitete sie dort die Grundausbildung (Pre College).

## Auszeichnungen und Preise
1989 belegte Mair beim Zürcher Oberländer Wettrocken mit «Sold Value» den 1. Platz. Mit dem A-cappella-Quintett Dweelja Doobap errang sie einen Special Award beim Montreux Jazz Chrysler Award 2001. Mit den Urban Voices erhielt sie 2003 bei den Contemporary A Cappella Recording Awards den 2. Platz für das Album «The Gang» in der Kategorie «Best Jazz Album» und den 2. Platz für das Stück «When I Fall in Love» in der Kategorie «Best Jazz Song».

## Diskographische Hinweise
- Urban Voices: The Gang (TCB Records 2002)
- Katja Mair Trio Featuring Roberto Bossard, Thomas Lüthi: Not Alone (yvp music 2009, mit Peter Gossweiler, Julian Dillier)
- Kaama: Silence (Unit Records 2013, mit Hanspeter Pfammatter, Andi Schnellmann, Marc Halbheer, Christy Doran)
- Second Land: Second Land (Unit Records 2019, mit Matthias Tschopp, Chrigel Bosshard)